# 2023年浜松市議会議員選挙
2023年浜松市議会議員選挙（2023ねんはままつしぎかいぎいんせんきょ）は、浜松市における議決機関の一つである浜松市議会を構成する議員を全面改選するために行われた選挙である。第20回統一地方選挙の前半戦投票日である2023年4月9日に投票が行われた。

## 概要
浜松市議会の任期4年が満了したことに伴って実施の選挙。
2023年3月31日に告示され、定数46に対し62人が立候補。1つの選挙区で無投票当選が決まった。
浜松市の行政区再編前最後の選挙となった。

## 基礎データ
- 選挙事由：任期満了
- 選挙形態：地方議会議員選挙
- 告示日：2023年3月31日
- 投票日：2023年4月9日
- 同日選挙
  - 静岡県議会議員選挙
  - 浜松市長選挙
- 選挙区：7選挙区（うち1選挙区で無投票）
- 定数：46名

## 当選した議員
自民党 
 公明党 
 共産党 
 立憲民主党 
 無所属 
| 中区   | 松本康夫   | 鈴木恵     | 須藤京子   | 小黒啓子   | 関一郎     |
| 中区   | 森田賢児   | 幸田恵里子 | 花井洋介   | 丸英之     | 井田博康   |
| 中区   | 鳥井徳孝   | 藤田典良   | 大城七瀬   | 斉藤晴明   |            |
| 東区   | 花井和夫   | 石津陽子   | 山崎とし子 | 鈴木真人   | 鈴木裕之   |
| 東区   | 遠山将吾   | 高林修     |            |            |            |
| 西区   | 稲葉大輔   | 辻村公子   | 倉田清一   | 松下正行   | 岩田邦泰   |
| 西区   | 中野和幸   |            |            |            |            |
| 南区   | 黒田豊     | 馬塚彩矢香 | 小泉翠     | 小野田康弘 | 露木里江子 |
| 南区   | 柳川樹一郎 |            |            |            |            |
| 北区   | 戸田誠     | 神間郁子   | 加茂俊武   | 斎藤和志   | 久米丈二   |
| 浜北区 | 平野岳子   | 太田康隆   | 北野谷富子 | 湖東秀隆   | 北島定     |
| 天竜区 | 酒井豊実   | 太田利実保 | 渥美誠     |            |            |